# Jochen Bittner
Jochen Bittner (* 1973 in Frankenberg (Eder)) ist ein deutscher Journalist, Publizist und Jurist. Seit 2001 ist er Redakteur der Wochenzeitung Die Zeit.

## Leben und Wirken
Bittner studierte Jura und Philosophie an der Christian-Albrechts-Universität zu Kiel. 1998 legte er das erste juristische Staatsexamen ab. 1999/2000 war er wissenschaftlicher Mitarbeiter am Kieler Lehrstuhl für Öffentliches Recht und Rechtsphilosophie (Professur Robert Alexy). Nach einem Forschungsaufenthalt in der nordirischen Hauptstadt Belfast promovierte er mit einer Arbeit über die mafiöse Paralleljustiz der Irish Republican Army (IRA) zum Dr. iur.
Er schrieb für die Kieler Nachrichten, Frankfurter Allgemeine Zeitung und Die Welt. 2001 wurde er Redakteur im Politikressort der Wochenzeitung Die Zeit. Er schrieb vor allem über die Themen Außen- und Sicherheitspolitik, Nachrichtendienste und Rechtspolitik. Von 2007 bis 2011 war er ihr Europa- und NATO-Korrespondent in Brüssel und prägte in dieser Zeit den Begriff Verbrüsselung. Von 2019 bis 2023 leitete er das Ressort Streit. Seit 2024 ist er Korrespondent der Zeit in London.
Seit Herbst 2013 schreibt er auch als Gastautor für The International New York Times.
Bittner war 2008 und 2009 Teilnehmer und Berichterstatter des Brussels Forum, eines Partners des German Marshall Fund of the US und der Bertelsmann-Stiftung. Er war Gast und Moderator bei Veranstaltungen der Körber-Stiftung und Referent der Europa-Union.

## Publikationen
In seinem 2010 erschienenen Buch So nicht, Europa! stellt Bittner aus seiner Sicht die drei großen Fehler der EU dar. Wirklich wichtige Anliegen würden zugunsten von Detailfragen vernachlässigt, die notwendige Konsequenz bei der Umsetzung prinzipieller Aufgaben fehle und die Exekutive habe ein zu starkes Gewicht gegenüber der demokratischen Basis:

„Es sind, kurz gesagt, drei Fehler. Die EU regelt das Kleine zu groß und das Große zu klein. Sie regelt das Weiche zu hart und das Harte zu weich. Und sie bewegt sich oben zu schnell und unten zu langsam.“

## Positionen
Nach Russlands Überfall auf die Ukraine im Februar 2022 hielt Bittner in einer Analyse der Zeit fest, dass es sich beim Herrschaftssystem Wladimir Putins um Faschismus handle. Ein entsprechender Führerkult um Putin sei erkennbar, ebenso eine mit der Dolchstoßlegende vergleichbare Verratserzählung um die NATO-Osterweiterung. Aufgrund seiner historischen Verantwortung müsse Deutschland dementsprechend eine entscheidende Rolle bei der Zurückdrängung der russischen Aggression spielen. Im Juli 2022 warnte er vor einem Völkermord Russlands in der Ukraine und forderte die Bundesregierung zu entschiedenerem Handeln auf: „Eine Lehre aus den Menschheitsverbrechen der Nazis war es, die Definition des Genozids weit zu ziehen, um die Weltgemeinschaft nicht noch einmal abwarten zu lassen, bis ein solches Großverbrechen geschehen ist.“
Vor dem Hintergrund der Problematik des Klimawandels plädiert Bittner für pragmatischen Optimismus, ein „antifossiler Kapitalismus“ sei trotz großer Herausforderungen ein vielversprechender Ansatz. Bezüglich der Aktionen der gegen den Klimawandel auftretenden Organisation „Letzte Generation“ sah Bittner im April 2023 die Grenzen des legitimen Protests überschritten.
Bittner sieht sich als dezidiert pro-westlich. Das historische Erbe der Westbindung der Bundesrepublik sieht er einem vor allem in Ostdeutschland beheimateten antiamerikanischen Ressentiment ausgesetzt, welches letztlich auf ein Unterlegenheitsgefühl zurückzuführen sei. Die politische und intellektuelle Geschichte des europäisch geprägten Westens nimmt Bittner vor Angriffen aus dem akademischen Postkolonialismus in Schutz. Während etwa die Sklaverei ein dunkles Kapitel darstelle, habe der Westen dessen Übel auch als erstes erkannt. Auch der Kolonialismus sei trotz seiner Verbrechen nicht nur negativ gewesen. So habe etwa Großbritannien die „anarchischen Verhältnisse“ auf dem indischen Subkontinent beendet, neben Rassisten habe es auch Kolonialherren gegeben, „denen aufrichtig an einer besseren Entwicklung in Afrika und Asien gelegen war.“ Grundsätzlich warnt Bittner vor einem "Sündenstolz" der Europäer, hinter dem er einen versteckten Paternalismus erkennt. Hierbei nahm er Bezug auf den französischen Philosophen Pascal Bruckner und das Werk "The Tyranny of Guilt" des britischen Theologen Nigel Biggar. Insbesondere der Terrorangriff der Hamas auf Israel im Oktober 2023 habe "die Barbarei der Anderen in mehr Bildern, Videos und Berichten vor Augen geführt hat als je zuvor." Vor diesem Hintergrund seien die Hilfszahlungen der EU an Gaza vor dem Angriff im Rückblick nicht mehr zu rechtfertigen und ebenfalls Ausdruck eines letztlich paternalistischen europäischen Schuldgefühls gewesen.

## Kontroversen umDie Anstalt
Bittners Vernetzung mit Denkfabriken und Politikern wurde am 29. April 2014 von der Kabarettsendung Die Anstalt satirisch dargestellt. Dabei wurde auf ein Kooperationsprojekt der Stiftung Wissenschaft und Politik und des German Marshall Fund Bezug genommen, das von November 2012 bis September 2013 unter Förderung durch den Planungsstab des Auswärtigen Amts „Elemente einer außenpolitischen Strategie für Deutschland“ erarbeitete. Bittner war an den Inhalten des Projektpapiers Neue Macht. Neue Verantwortung beteiligt. Eine diesbezügliche Offenlegung unter seinem Zeit-Artikel sei zunächst unterblieben. Dies gelte auch für Beiträge von Zeit-Mitherausgeber Josef Joffe. Der Hinweis auf die Mitwirkung Bittners am Projekt erfolgte nach einer Woche unter dem Artikel Bittners in der Zeit. Nach eigener Aussage hat Bittner im Jahr 2013 tatsächlich an einer 50-köpfigen „Diskussionsgruppe“ teilgenommen, die ein Thesenpapier zur künftigen deutschen Sicherheitsstrategie erarbeiten sollte. „Die Teilnahme an Konferenzen von Organisationen aller Art und Richtung gehört meiner Ansicht nach zum Alltag von Journalisten“, erklärte Bittner.
Gegen die Aussage, er sei Mitglied des German Marshall Fund (GMF) der Vereinigten Staaten und habe außerdem an einer Rede des Bundespräsidenten Gauck zur Münchner Sicherheitskonferenz mitgeschrieben, wehrte sich Bittner in einer Beschwerde. Bittner und Josef Joffe erwirkten eine einstweilige Verfügung gegen das ZDF durch die Pressekammer des Landgerichts Hamburg. Max Uthoff sagte dazu in einem Interview: „Gemeinsam werfen sie (Bittner und Josef Joffe) uns vor, wir hätten Tatsachen falsch dargestellt über ihre Verbindungen in transatlantischen Lobbyverbänden.“ Die Vorwürfe seien nicht falsch, so Uthoff weiter, sondern bestenfalls ungenau. So wehre sich Bittner gegen die Bezeichnung, „Mitglied“ der transatlantischen Denkfabrik zu sein. Tatsächlich gebe es beim GMF keine Mitglieder, sondern ausschließlich „participants“ – Teilnehmer –, zu denen er nachweislich gehöre. Dieser Darstellung widersprach Bittner. Er relativierte die Bedeutung der Teilnahme: Er sei lediglich Teilnehmer von Konferenzen gewesen, die durch den GMF organisiert wurden.
Am 7. Oktober 2014 berichtete Meedia, dass das Landgericht Hamburg die einstweilige Verfügung teilweise wieder aufgehoben habe. Die Äußerung, Bittner habe im Zusammenhang mit der Rede des Bundespräsidenten Gauck vor der Münchner Sicherheitskonferenz für den Bundespräsidenten geschrieben, wurde wieder erlaubt. Die Aussage, Bittner sei Mitglied, Beirat oder Vorstand der drei Organisationen, mit denen er in Die Anstalt in Verbindung gebracht wurde, blieb verboten. Mit seinem Urteil vom 9. September 2015 untersagte das Oberlandesgericht in Hamburg, Jochen Bittner und Josef Joffe als Mitglied, Beirat oder Vorstand der in der Sendung erwähnten transatlantischen Organisationen zu bezeichnen, und beurteilte die Darstellung der beiden Journalisten als Verletzung ihrer Persönlichkeitsrechte. Zeitweilig durfte die Sendung daraufhin nicht weiter verbreitet werden und die Satiriker ihre Behauptungen nicht wiederholen. Am 10. Januar 2017 verwarf der Bundesgerichtshof dieses Urteil und folgte der Auffassung der ersten Instanz, dass die satirische Darstellung eines Sachverhalts auch Ungenauigkeiten enthalten dürfe. Die Neue Juristische Wochenschrift verwies in dem Zusammenhang auf das Urteil in der Böhmermann-Affäre, wo der Satire zumindest strafrechtlich selbst aus der Luft gegriffene Vorwürfe bis hin zur Unterstellung von Zoophilie erlaubt wurden.

## Preise und Auszeichnungen
- 1993: „Jugend schreibt“-Preis der FAZ
- 2005: Journalistenpreis der Pons-Redaktion für kreative Wortschöpfungen[30]

## Veröffentlichungen
- Mit Christian Ludwig Knoll: Ein unperfekter Frieden. Die IRA auf dem Weg vom Mythos zur Mafia. R. G. Fischer, Frankfurt am Main 2000, ISBN 3-89501-996-8. (2. überarbeitete und erweiterte Auflage 2001)
- Rough Justice. Die Justiz der IRA. Eine Untersuchung und Dokumentation zum Begriff des Rechtssystems (= Europäische Hochschulschriften. Reihe 2. Rechtswissenschaft. Bd. 3530). Lang, Frankfurt am Main u. a. 2002, ISBN 3-631-39968-5.
- Beruf Terrorist. Ein Tagebuch der neuen Weltunordnung. Nordthor-Verlag, Sieverstedt 2006, ISBN 3-00-019490-8.
- So nicht, Europa! Die drei großen Fehler der EU (= dtv. 24833. Premium). Deutscher Taschenbuch Verlag, München 2010, ISBN 978-3-423-24833-4. (aktualisierte und erweiterte Neuausgabe 2011)
- Zur Sache, Deutschland!  Was die zerstrittene Republik wieder eint. Hamburg : Edition Körber, 2019